# マギー・ベル

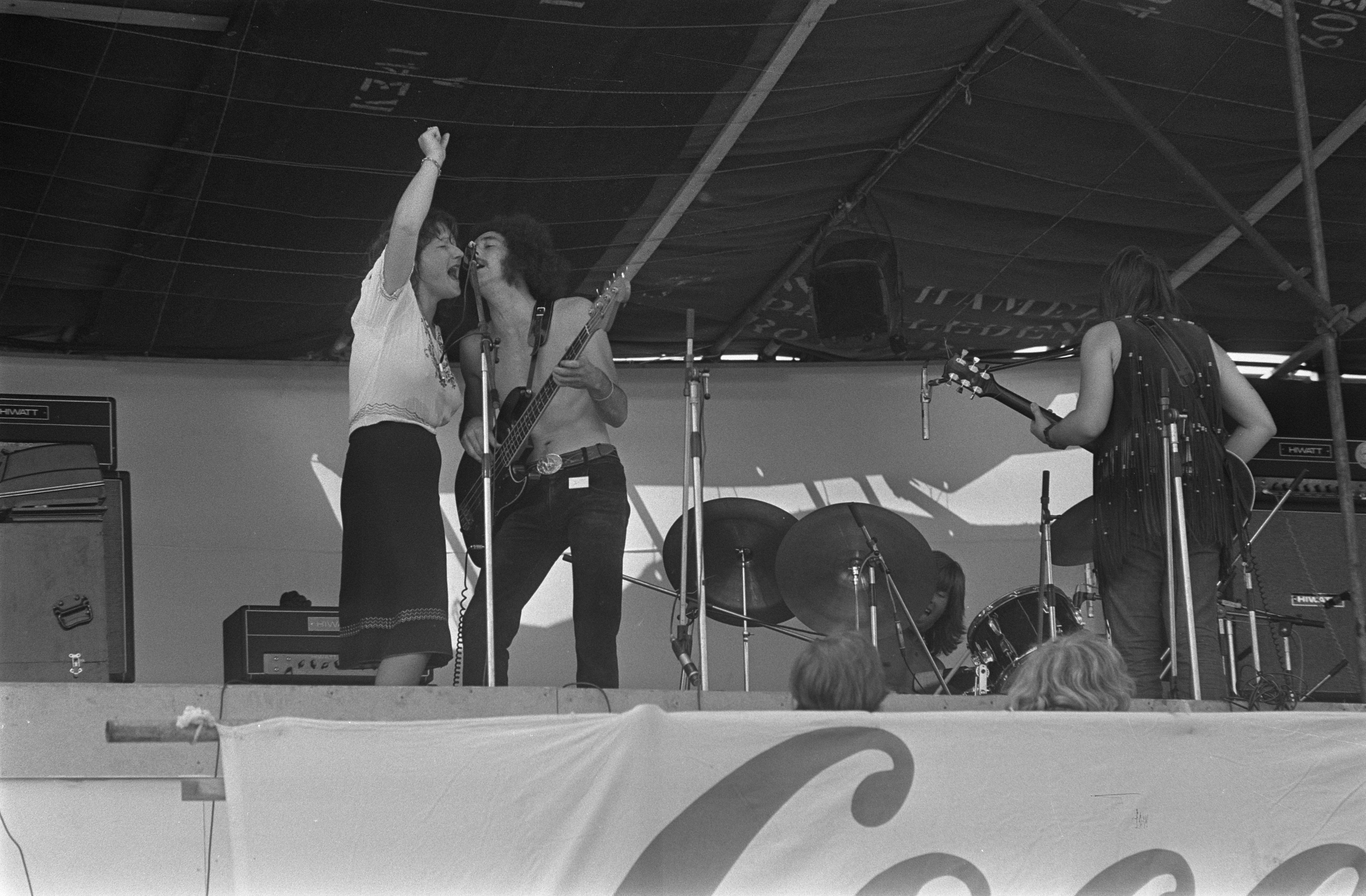
マギー・ベル (左)。1970年のストーン・ザ・クロウズのコンサートにて。

マギー・ベル（Maggie Bell、1945年1月12日 - ）は、スコットランド出身のロック・ボーカリスト。1969年から1973年までブルース・ロック・バンドのストーン・ザ・クロウズ、その後はソロで活動した。
「イギリスのジャニス・ジョプリン」の異名をとった。

## 概要
1969年、恋人のレスリー・ハーヴェイ（ギター）らとパワーを結成してグラスゴーを中心に活動。パワーはマネージメント契約を結んだピーター・グラントの案で、ストーン・ザ・クロウズと改名してデビューした。
ベルは1971年、ロッド・スチュワートのアルバム『エヴリ・ピクチャー・テルズ・ア・ストーリー』の制作に客演。1972年には、ロンドン交響楽団とイギリス室内合唱団のアルバム『トミー』の制作に参加し、12月のコンサートでも独唱した。
1972年5月、ハーヴェイがスウォンジーでのコンサートで感電死すると、彼等は6月にスコットランド出身のギタリストで元サンダークラップ・ニューマンのジミー・マカロックを迎えて活動を続けたが、1973年6月に解散した。
彼女は引き続いてグラントのマネージメントの下で活動して、ソロ・アルバム『クイーン・オブ・ザ・ナイト』（1974年）、『熟れた果実』（1975年）、彼がマネージメントするミッドナイト・フライヤーのアルバム『真夜中の罠』（1981年）をレコーディングした。
ケン・ラッセルが監督を務めた映画『クライム・オブ・パッション』（1984年）の主題歌『イッツ・ア・ラブリー・ライフ』を歌った。

## ディスコグラフィ

### スタジオ・アルバム
- 『クイーン・オブ・ザ・ナイト』 - Queen of the Night (1974年)[4][5]
- 『熟れた果実』 - Suicide Sal (1975年)[6][7]
- Crimes of the Heart (1988年)

### ライブ・アルバム
- 『ライヴ・アット・ザ・レインボウ1974』 - Live at the Rainbow, 1974 (2002年)
- 『ライヴ・イン・ボストン・USA 1975』 - Live in Boston, USA, 1975 (2002年)
- The River Sessions, Live in Glasgow 1993 (2004年) ※with ロニー・キャリル

### コンピレーション・アルバム
- Great Rock Sensation (1977年)
- Coming on Strong (2004年） ※ストーン・ザ・クロウズの曲も含む
- Sound & Vision – Best of Maggie Bell (2008年)

### ストーン・ザ・クロウズ
- 『デビュー』 - Stone the Crows (1970年)
- 『オード・トゥ・ジョン・ロー』 - Ode to John Law (1970年)
- 『ティーンエイジ・リックス』 - Teenage Licks (1971年)[8]
- 『オンティニュアス・パフォーマンス』 - Ontinuous Performance (1972年)[9]
- The BBC Sessions, Volume 1 – 1969–1970 (1998年)[10]
- The BBC Sessions, Volume 2 – 1970–1971 (1998年)[11]
- 『ライヴ・イン・モントルー 1972』 - Live Montreux 1972 (2002年)
- 『ラジオ・セッションズ 1969-1972』 - Radio Sessions 1969–1972 (2009年)[12]
- 『ライヴ・クロウズ 1972 / 73』 - Live Crows 1972/73 (2015年)

### ミッドナイト・フライヤー
- 『真夜中の罠』 - Midnight Flyer (1981年)
- Live at Montreux 1981 (2007年)

### ブリティッシュ・ブルース・クインテット
- Live at the Ferry (2007年)

### ジョン・ロード・ブルース・プロジェクト
- Jon Lord Blues Project Live (2011年)